# Festival des cerises de Sefrou
Pour les articles homonymes, voir Fête des cerises.
Le Festival des cerises de Sefrou, dit aussi Fête des cerises ou Moussem Hab Al-Moulouk (« moussem du fruit des rois »), est une manifestation qui a lieu chaque année à Sefrou, au Maroc, à une vingtaine de kilomètres de Fès. Il se déroule pendant trois jours en juin.
Son origine remonte à 1920, et en 2012, il a été inscrit par l'UNESCO sur
la liste représentative du patrimoine culturel immatériel de l'humanité.

## La manifestation
Chaque année, plusieurs organismes veillent et participent à l'organisation de cette manifestation qui dure trois jours (vendredi, samedi et dimanche) en juin : jours de danse, de chants et de défilés sous la présidence de la « Reine des cerises » (ou « Miss Cerisette ») sélectionnée parmi les plus belles filles candidates,. En parallèle, plusieurs activités sportives et culturelles sont organisées.
Au cours de cette manifestation culturelle et festive, qui concourt au tourisme local, se tient également une exposition-vente de différents types de cerises cultivées dans l'oasis de Sefrou et ses alentours.

## Histoire
Après l'introduction de la culture des cerisiers dans les vergers de la ville de Sefrou, et afin de promouvoir ce produit à l'échelle nationale et de le faire connaître au-delà de la région, le colonisateur a eu l'idée d'organiser un festival (ou moussem) pour célébrer les fruits de cet arbre qui s'est acclimaté à un sol différent du sien. Cette idée s'inspire des traditions similaires dans certaines villes européennes, notamment en France. La première célébration a eu lieu dans une taverne qui sera plus tard appelée "Café des Cerises", devenue par la suite le siège d'une agence de la Banque Marocaine du Commerce Extérieur. Face au succès de cet événement, il fut déplacé l'année suivante au jardin de la piscine municipale, où il attira un public encore plus nombreux. Cela poussa les notables et les colons à créer, dès 1919, un comité chargé d'organiser ce festival.
L'idée de cette célébration reposait sur un défilé parcourant les rues de la ville, précédé d'une poupée en roseau habillée de vêtements féminins, avant qu'une véritable reine ne soit choisie par la suite, conformément aux traditions conservatrices de l'époque. La première édition officielle du festival a été organisée grâce au gouverneur français de Sefrou, Pierre Séguy, qui s'est inspiré d'un festival similaire dans la ville d'Olivier, près de Toulouse en France, connue pour la culture des cerises. Dès lors, le festival des Cerises devint un événement annuel, marqué au début par la présentation de la poupée en paille vêtue d’un caftan marocain traditionnel, dans une ambiance festive accompagnée de chants et de danses.
Le festival a été cré en 1920. En 1934, le festival prit officiellement le nom de "Festival des Cerises", et la poupée en paille fut remplacée par une vraie reine. Au début, des Françaises et des Juives se portaient volontaires pour incarner la reine du festival, avant que des jeunes filles musulmanes n'entrent également en compétition, ce qui apporta une nouvelle dimension humaine, reflétant les valeurs de coexistence et de tolérance qui caractérisaient la ville. Ce mélange de cultures et de religions continua même après l'indépendance du Maroc, faisant de Sefrou un symbole de diversité culturelle, où musulmans, juifs et chrétiens vivaient côte à côte dans les anciens et nouveaux quartiers de la ville.
Le festival était une opportunité pour la créativité, la mise en valeur de la beauté, et la célébration des cerises, avec des récompenses pour les meilleurs producteurs. Au fil du temps, les moyens de célébration ont évolué pour s’adapter aux changements de la société marocaine, et le festival est devenu mieux organisé grâce aux efforts des autorités locales et régionales, au soutien des partenaires institutionnels et à l’implication des secteurs public et privé. Le festival est organisé sous le Haut Patronage du Roi Mohammed VI,

## La cerise de Sefrou

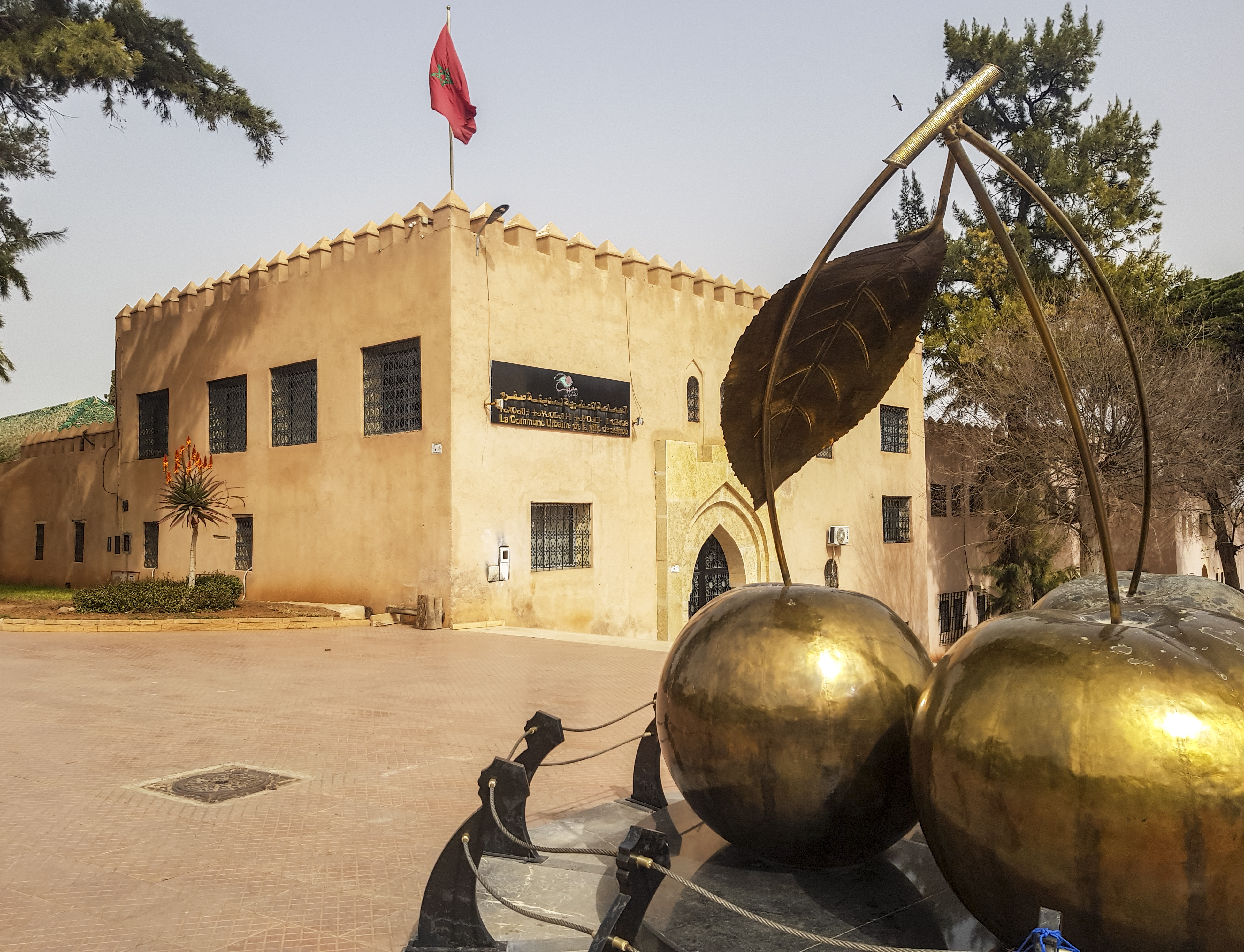
مجسم للكرز في حديقة بمدينة صفرو

La cerise de Sefrou, ou el-Beldi, est une cerisette noire, très sucrée à sa maturité, que l'on trouve au  Maroc. Selon la tradition, sa queue aurait des vertus curatives.
Cette variété de fruit du cerisier doux a été victime de l'introduction de certaines variétés américaines qui vivent en symbiose avec un parasite, lequel a été fatal à la cerise locale. Des milliers de plans ont été arrachés vers la fin des années 1960.

## Parrainage et Classification

### Patronage du Roi Mohammed VI pour le Festival
L’une des caractéristiques majeures de l’organisation du Festival des Cerises est qu’il bénéficie, depuis sa 90ᵉ édition tenue en 2010, du parrainage du Roi Mohammed VI. Ce soutien royal lui a donné un élan considérable, un appui fort, et a largement contribué à son rayonnement aux niveaux national et international,.

### Classement du festival sur la liste du patrimoine culturel immatériel de l'humanité par l'UNESCO
Comme il est bien connu, l'Organisation des Nations Unies pour l'éducation, la science et la culture (UNESCO) a décidé, lors de la septième session du comité intergouvernemental chargé de la sauvegarde du patrimoine culturel immatériel, tenue du 3 au 7 décembre 2012 à Paris, capitale de la France, d’inscrire le Festival des Cerises, organisé par la ville de Sefrou depuis 1919, au patrimoine culturel immatériel de l’humanité.
Cette inscription a été effectuée à la demande du Ministère marocain de la Culture, sur la base du dossier préparé à cet effet par la commune de Sefrou, avec le soutien des autorités locales et de la société civile, conformément aux conditions et critères adoptés.
Cette reconnaissance constitue un honneur pour la ville et pour le Maroc dans son ensemble, dont le patrimoine culturel et historique, riche, diversifié et unique, est de plus en plus reconnu à l’échelle internationale. Ce classement est également de nature à valoriser le potentiel touristique de la ville millénaire de Sefrou, réputée pour son histoire ancienne et son riche héritage culturel, tant matériel qu’immatériel,.